# 金澤あかね
金澤 あかね（かなざわ　あかね、1977年3月27日 - ）は、日本の女優、元グラビアアイドル。東京都出身。本名は金澤 明子（読み方同じ）。旧芸名は藤沢 かりん。初期の頃はアイドルとして主にグラビアやバラエティの分野で活動していた。
東京都立広尾高等学校卒業。★☆北区つかこうへい劇団の11期生。
所属事務所はホリ・エージェンシー → ホリプロ→ BIG BEAT → スペースクラフト → ディスカバリー・エンターテインメント → GMAエンタープライズ。

## 略歴
1994年にホリ・エージェンシー所属のタレント「金澤あかね」としてデビュー。ヤング系雑誌の表紙を飾る等、グラビアアイドルとして人気を博す。翌1995年には三原順子と共演のCMが話題になり、知名度を上げる。
その後ホリプロに移籍し、1997年にはテレビ東京の深夜番組『出動!ミニスカポリス』の2代目ミニスカポリスメンバーとして、更に知名度を上げる。
1998年、女優とタレント業の両立の難しさにホリグループから離れる決意をし、その後は休業を挟みつつ所属事務所を転々としながら俳優業を続ける。短期間（2001年～2002年頃）ながら「金沢朱音」と名乗っていたこともあった。
2003年、北区つかこうへい劇団に一般オーディションを経て研究生として入団。研究授業中、つかの目に留まったことから劇団員公演に抜擢され、11期生を名乗って良いとお達しされる。それに伴い芸名を「藤沢かりん」に改めた。
2015年5月の舞台出演以降、デビュー当初の芸名であった「金澤あかね」に再度改めている。
現在も舞台、映像とジャンルを問わず女優として活動中。

## 出演

### テレビドラマ
- 金田一少年の事件簿 第3・6話（1995年、日本テレビ）
- 剣道少女（1995年11月18日、フジテレビ） - 恵 役
- 名探偵 保健室のオバさん 第7話（1997年、テレビ朝日系列） - 井口直子 役
- 木曜の怪談'97 悪霊学園（1997年、フジテレビ） - 佐伯麗子 役
- ひとつ屋根の下2（1997年、フジテレビ）
- 成田離婚（1997年、フジテレビ） - めぐ 役
- シンデレラは眠らない（2000年、日本テレビ）
- 天てれドラマ 魔界同盟（2001年、NHK教育） - サクヤ 役
- 離婚弁護士II ～ハンサムウーマン～ 第6話「占いで離婚?!」（2005年5月24日、フジテレビ）
- スパイ道 女スパイ編第3話『スパイDAY作戦 援交スパイ17号』（2005年10月6日、BS-i） - 主演・スパイ17号 役
- 連鎖怪談 エピソード5「記憶」（2005年、KBS京都ほか） - ミユキ 役
- 牙狼-GARO- 第15話「偶像」（2006年1月20日、テレビ東京） - 真紀 役
- 不信のとき〜ウーマン・ウォーズ〜 第4話～8話（2006年7月27日～8月24日、フジテレビ） - 京子 役
- だめんず・うぉ〜か〜 第6話「今夜セレブ男が遂にプロポーズ」（2006年11月23日、テレビ朝日）
- ギラギラ（2008年10月 - 12月、テレビ朝日） - 悦子 役
- FILM FACTORY～スズキジェンマ編～（2008年、テレビ東京）
- モテキ 第12話（2010年、テレビ東京）
- 鴨、京都へ行く。-老舗旅館の女将日記- 最終話「上羽やの宝物」（2013年6月18日、フジテレビ） - 中原真澄 役
- 沈まぬ太陽 第6話（2016年、WOWOW） - キャビンアテンダント 役

### 映画
- BLUE FAKE ～ブルーフェイク（1998年7月4日、シネロケット） - 美奈子 役
- マブイの旅（2002年12月21日、フラックス・トーン=コミックツイスター）- 店員 役
- いつかA列車に乗って（2003年12月20日、シネマクロッキオ） - さおり 役
- だからワタシを座らせて。通勤電車で座る技術!（2006年10月7日、sazanami） - 桜梅子 役
- セレブが結婚したい13の悪魔（2007年2月5日、グロービック） - 三谷照代 役
- パッチギ! LOVE&PEACE（2007年5月19日、シネカノン） - 看護婦 役
- キトキト!（2007年3月17日、シネカノン） - アユ役
- わが母の記（2012年4月28日、松竹）
- 駆込み女と駆出し男（2015年5月16日、松竹） - 星月夜 役
- Lifeworks Vol.9「泣き女」（2015年8月29日、Lifeworks）
- メイクルーム2（2016年9月24日、キャンター） - 両角妙子 役

### オリジナルビデオ
- コスプレ戦士 キューティー・ナイト2 帝国屋の逆襲 - 主演・キューティーレッド（赤影アイ） 役
  - VHS版（1996年12月、笠倉出版社）
  - DVD版（2001年7月25日、ハピネット・ピクチャーズ）
- 氷る月（銀河映像）
  - VHS版（2000年10月28日）
  - DVD版（2000年12月25日）
- カタナーマン（2007年2月23日、sazanami） - スー 役

### 舞台
- 朝倉薫演劇団 『0021 僕は君のために雨を降らそう』（2000年3月28日 - 4月2日、シアターサンモール） - みどり 役
- “STRAYDOG”
  - 『路地裏の優しい猫』（2000年7月14日 - 23日、中野ザ・ポケット） - あかね 役
  - Produce公演 『ゴジのラ』 - つむぎ 役
    - 東京公演（2015年5月4日 - 6日、新宿シアターモリエール）
    - 大阪公演（2015年5月15日・17日、HEP HALL）

  - Seedling 2本立て公演 『メイクルーム』『メイクルーム～すかんぴんアイドル～』（2015年6月4日 - 14日、ワーサルシアター八幡山劇場） - 都筑 役
  - Produce公演 『母の桜が散った夜』（2016年4月20日 - 24日、あうるすぽっと）
- 北区つかこうへい劇団
  - 『熱海殺人事件 平壌から来た女刑事』（2003年6月16日 - 18日、滝野川会館）- 水野朋子 役
  - 『ロマンス/平壌から来た女刑事』（2003年9月18日 - 21日、北とぴあ3階つつじホール） - 水野朋子 役
- 魔女の巣
  - vol.2 『ガムシャラ！』(2004年8月27日 - 29日、シアター風姿花伝)
  - vol.3 『クレイジーフライデー』（2005年5月27日 - 29日、しもきた空間リバティ）
- 『SAMURAI7』（2010年11月20日 - 12月5日、青山劇場） - ユキノ 役
- ラブ・コメディ『アンタッチャブル』 - キャサリン 役
  - 東京公演（2011年5月12日 - 15日、6月15日 - 16日、シアター1010）
  - 名古屋公演（2011年5月21日 - 22日、中日劇場）
  - 大阪公演（2011年5月28日 - 29日、森ノ宮ピロティホール）

### バラエティ
- H・I・P（1994年10月 - 1995年3月、テレビ朝日） - 番組ナビゲーター（HIPPERS）
- 慢性吉本炎（1995年10月 - 12月、TBS）
- SMAP×SMAP（関西テレビ）
  - 「探偵物語ZERO」（1997年）
  - 「デカハリアー」（1997年）
- 笑っていいとも!（1997年、フジテレビ） - ゲスト
- 出動!ミニスカポリス（1997年、テレビ東京） - 2代目見習いポリス
- 関口宏の東京フレンドパークII（1998年4月 - 8月、TBS） - スタジオアシスタント
- 未来創造堂（日本テレビ）
  - 第08話「製麺機」編（2006年5月26日）
  - 第44話「電気こたつ」編（2007年2月16日）

他

### CM
- バンプレスト
  - 「ぷよぷよ（ゲームボーイ版）」（1994年）
  - 「す～ぱ～ぷよぷよ 星座編」（1995年）
  - 「す～ぱ～なぞぷよ ルルーのルー」（1995年）
- JA共済（1995年 - 1996年）
- たらみ
  - 「くだものムース」（1995年 - 1996年）(三原じゅん子と共演)[5]
  - 「おお果実」（1996年）
- ヤマダ電機（1999年）
- フリーウェーブ[6]（2006年） ※静岡ローカル
- クリナップ STEDIA（2018年）[7]

### PV
- 湘南乃風「晴伝説」（2004年）
- SNoW 「花火まであと少し」（2005年）
- Class 「冬の日の2009」（2008年） ※共演：山本耕史

### インターネット動画
- 電報日和 第1話「本日のプロポーズ」（2011年10月3日 - 1話3か月配信、見参楽） - サナエ役

## グラビア関連

### ビデオ
- 半熟少女 きっと私を好きになる（1995年7月、芳友社）※VHSのみ
- Bula（ポニーキャニオン）
  - VHS版（1997年1月18日）
  - DVD版（1997年4月18日）

### 写真集

#### ソロ写真集
- AKANE（1995年5月15日、英和出版）撮影：小沢忠恭 ISBN 978-4754213985
- Bula!（1997年2月14日、ホリプロ/扶桑社）撮影：尾形正茂 ISBN 978-4594021597
- Sign（1999年10月7日、竹書房）撮影：山岸伸 ISBN 978-4812405451
- design（2000年1月28日、竹書房）撮影：山岸伸 ISBN 978-4812405925

#### オムニバス写真集
- DELUXE BOMB PHOTOGENIC（1996年6月20日、学習研究社）
- BIG4 特別編集 OZAWA（1995年7月25日、竹書房）撮影：小沢忠恭
- DELUXE BOMB INDEX（1996年1月5日、学習研究社）

#### 電子写真集
- TIME TRAVEL 瞬間<とき>（1995年7月、コダック）撮影：斉木弘吉 ISBN 978-4931366220
- CD-ROM USER13（1995年10月16日、宝島社） ISBN 978-4796610162
- PHOTO FLOPPS vol.9（1995年11月1日、DOME Inc.） ISBN 978-4887341081

### 主な雑誌掲載
- ベッピンスクール（1994年5月号）
- 週刊少年サンデー（1994年11月2日号）
- すっぴん（1994年6月、9月、10月、12月号｜1995年2月 - 5月号、10月号）
- UP to boy（1995年1月、8月号）
- BOMB!（1995年3月、8月、10月、12月号）
- 週刊プレイボーイ（1995年3月18日、4月25日、7月11日、11月 7日号）
- Bejeans（1995年5月15日号）
- すっぴん小姐（1995年7月号）
- ザ・ベストSpecial（1995年8月号）
- スーパー小姐（1995年9月号）
- ヤングジャンプ（1995年8月31日、11月16日号）
- ACTRESS（1995年9月号）
- カメラマン（1995年11月号）
- BIG4 Vol.14（1995年11月14日号）
- ヤングアニマル（1995年12月8日号｜1997年 2月28日号）
- morePAW（1996年1月号）
- 週刊少年マガジン（1997年1月29日号）
- GIMIX（1997年3月15日号）
- URECCO（1997年3月号）
- フライデー (雑誌)（1997年6月13日号｜1999年10月8日、11月12日号｜2000年01月21日号）
- Dokiッ!（1999年10月号）
- 宝島（1999年10月13日号）
- 週刊現代（1999年10月9日号）
- 週刊アサヒ芸能（1999年10月14日特大号）
- 週刊実話（1999年10月21日号）

他